# Breece Hall
Breece Hall (geboren am 31. Mai 2001 in Omaha, Nebraska) ist ein US-amerikanischer American-Football-Spieler auf der Position des Runningbacks. Er spielte College Football für die Iowa State Cyclones und wurde im NFL Draft 2022 in der zweiten Runde von den New York Jets ausgewählt.

## College
Hall wuchs zunächst in Omaha, Nebraska, auf und zog 2010 mit seiner alleinerziehenden Mutter nach Wichita in Kansas. Dort wurde der ehemalige NFL-Spieler Jeff Smith sein Stiefvater und spielte für ihn eine wichtige Rolle als Mentor. Hall besuchte die Northwest High School in Wichita und spielte dort erfolgreich Football, sodass er Stipendienangebote von mehreren renommierten College-Football-Programmen erhielt.
Ab 2019 ging Hall auf die Iowa State University und spielte dort College Football für die Iowa State Cyclones. Nach dem Abgang von David Montgomery in die NFL fehlte den Cyclones ein klarer Starter auf der Position des Runningbacks, dennoch kam Hall als Freshman zunächst kaum zum Einsatz. Nachdem er am fünften Spieltag gegen die West Virginia Mountaineers bei 26 Läufen 132 Yards und drei Touchdowns erlaufen hatte, übernahm er ab dem folgenden Spieltag für die verbleibenden sieben Partien die Position als Starter. Er erzielte als Freshman 897 Yards im Laufspiel und neun Touchdowns.
In seine zweite College-Saison ging Hall als klarer Starter. Mit 1572 Yards Raumgewinn im Laufspiel bei 279 Läufen und insgesamt 23 Touchdowns erlief Hall die meisten Yards eines Spielers der FBS in der Saison 2020, bei der Wahl zur Heisman Trophy belegte er den sechsten Platz. Er wurde zum Unanimous All-American gewählt und war damit der erste Spieler der Cyclones, dem das gelang. Zudem wurde er als Offensive MVP in der Big 12 Conference ausgezeichnet und war einer der Finalisten für den Doak Walker Award. Hall gewann mit Iowa State den Fiesta Bowl gegen die Oregon Ducks.
Auch in der Saison 2021 wurde Hall als Offensive Player of the Year in der Big 12 Conference ausgezeichnet, zudem wurde er zum Consensus All-American gewählt. Mit erlaufenen Touchdowns in 24 aufeinanderfolgenden Spielen stellte er einen neuen Rekord in der FBS auf. Am 18. Dezember 2021 gab Hall seine Anmeldung für den NFL Draft 2022 bekannt.

## NFL
Hall wurde im NFL Draft 2022 in der zweiten Runde an 36. Stelle von den New York Jets ausgewählt. Damit war er der erste Runningback, der in diesem Jahr ausgewählt wurde. Er ging als Ergänzungsspieler in seine erste NFL-Saison, konnte aber nach einigen Spielen Michael Carter als Nummer eins im Backfield der Jets ablösen. In sieben Partien verzeichnete Hall 463 Yards Raumgewinn bei 80 Läufen, was einem Schnitt von 5,8 Yards pro Lauf entspricht, und 218 Yards Raumgewinn mit 19 gefangenen Pässen, dabei gelangen ihm fünf Touchdowns. Er galt als einer der Favoriten auf die Auszeichnung als Offensive Rookie of the Year, allerdings endete seine Rookiesaison durch eine Verletzung vorzeitig. Im zweiten Viertel der Partie gegen die Denver Broncos am siebten Spieltag zog Hall sich eine Meniskusverletzung und einen Kreuzbandriss zu, weswegen er für den Rest der Saison ausfiel.

### NFL-Statistiken
| Saison                             | Team  | Spiele | Spiele | Rushing | Rushing | Rushing | Rushing | Rushing | Receiving | Receiving | Receiving | Receiving | Receiving | Fumbles | Fumbles |
| Saison                             | Team  | GP     | GS     | Att     | Yds     | Avg     | Lng     | TD      | Rec       | Yds       | Avg       | Lng       | TD        | Fum     | Lost    |
| ---------------------------------- | ----- | ------ | ------ | ------- | ------- | ------- | ------- | ------- | --------- | --------- | --------- | --------- | --------- | ------- | ------- |
| 2022                               | NYJ   | 7      | 2      | 80      | 463     | 5,8     | 62      | 4       | 19        | 218       | 11,5      | 79        | 1         | 1       | 1       |
| 2023                               | NYJ   | 17     | 16     | 223     | 994     | 4,5     | 83      | 5       | 76        | 591       | 7,8       | 50        | 4         | 2       | 0       |
| 2024                               | NYJ   | 16     | 16     | 209     | 876     | 4,2     | 42      | 5       | 57        | 483       | 8,5       | 57        | 3         | 6       | 2       |
| Total                              | Total | 40     | 34     | 512     | 2333    | 4,6     | 83      | 14      | 152       | 1292      | 8,5       | 79        | 8         | 9       | 3       |
| Quelle: pro-football-reference.com |       |        |        |         |         |         |         |         |           |           |           |           |           |         |         |

## Persönliches
Der ehemalige NFL-Runningback Roger Craig, der NFL Offensive Player of the Year von 1988, ist mit Hall verwandt. Halls Stiefvater Jeff Smith spielte ebenfalls als Runningback in der NFL und war vier Jahre für die Kansas City Chiefs sowie die Tampa Bay Buccaneers aktiv.